# Jan Morris
Jan Morris CBE (geboren als James Humphrey Morris am 2. Oktober 1926 in Clevedon, Somerset, England; gestorben am 20. November 2020 in Pwllheli, Lleyn-Halbinsel, Wales) war eine walisische Reporterin, Autorin von Reisebüchern, Historikerin und Schriftstellerin.

## Leben
Jan Morris besuchte das Lancing College in West Sussex. Zum Ende des Zweiten Weltkriegs wurde Morris in die Britische Armee eingezogen und 1945 im US-amerikanisch und britisch besetzten Freien Territorium Triest stationiert. Nach einem weiteren Einsatz in Palästina verließ Morris 1949 im Rang eines Leutnants den Armeedienst und studierte Englisch am Christ Church College in Oxford. Im Auftrag der Times begleitete Morris 1953 die britische Expedition zum Mount Everest. Die Nachricht der erfolgreichen Erstbesteigung durch Hillary und Tenzing ging als verschlüsselter Text über mehrere Etappen an die Zeitung in London, und die Meldung wurde am Morgen des 2. Juni 1953, dem Tag der Krönung von Elisabeth II., gedruckt. 1956 berichtete Morris vom Suez-Krieg.
Die Einnahmen aus einer Studie zur Geschichte Venedigs erlaubten Morris, ab 1960 als Schriftstellerin zu leben. Morris veröffentlichte eine Vielzahl von Reisebüchern. Sie ist Autorin einer dreibändigen Geschichte des britischen Imperiums. Der dritte Band (Farewell the Trumpets), ein Abgesang auf das Empire, fand bei den Kritikern große Bewunderung. Die Rezension des Economist nannte das Buch „ein Denkmal eines ungeheuren Wahrnehmungsfleißes, der den Text mit klugem Wissen und Hinweisen füllt und in prächtige, prägnanten, sardonische Fußnoten überquillt“. Die Sunday Times lobte es als „ein Meisterwerk narrativer Geschichte“ und verglich es mit The History of the Decline and Fall of the Roman Empire von Edward Gibbon.
Jan Morris starb im Alter von 94 Jahren.

## Privates
Vor ihrer Geschlechtsangleichung heiratete Morris 1949 Elizabeth Tuckniss, mit der sie fünf gemeinsame Kinder hat. Seit 1965 bemühte Morris sich um eine Geschlechtsangleichung, die 1972 in Marokko vorgenommen wurde. Nach ihrer Geschlechtsangleichung waren sie zur Scheidung gezwungen, lebten jedoch weiterhin zusammen. 1974 veröffentlichte sie die autobiografische Schrift Conundrum, in der sie ihre Geschlechtsangleichung verarbeitet. Beide gingen 2008 eine Zivile Partnerschaft ein. Mit ihrer Partnerin lebte Morris in Wales nahe dem Heimatort ihres Vaters.

## Ehrungen und Auszeichnungen
Jan Morris’ Roman Last Letters from Hav kam 1985 auf die Shortlist des Booker Prize.
Sie war Ehrendoktorin der University of Wales und der University of Glamorgan sowie Fellow der Royal Society of Literature. 1999 wurde sie zum Commander des Order of the British Empire (CBE) ernannt.

## Schriften (Auswahl)
- Thinking again: a diary, New York: Liveright Publishing Corporation, 2021, ISBN 978-1-63149-692-9
- Mein Haus in Wales, Frederking und Thaler, München 2004, ISBN 3-89405-486-7.
- Hongkong, Lübbe, Bergisch Gladbach 1991, ISBN 3-404-60306-0.
- Last letters from Hav, Random House, New York 1985, ISBN 0-394-53262-7.
- Grossmacht Venedig, Piper, München 1981, ISBN 3-492-02631-1.
- Conundrum: Bericht von meiner Geschlechtsumwandlung, Piper, München 1975, ISBN 3-492-02112-3.
  - Neuübersetzung: Rätsel. Betrachtung einer Wandlung, Deutsch von Frieda Ellman. Dörlemann Verlag, Zürich 2020, ISBN 978-3-03820-077-2.
- New York, wo alle Schiffe landen, List, München 1971, ISBN 3-471-78133-1.
- Persien, Atlantis, Zürich 1970.
- The Pax Britannica Trilogy
  - Heaven’s Command. An Imperial Progress. Faber and Faber, London 1968.
  - Pax Britannica. The Climax of Empire. Faber and Faber, London 1968.
  - Farewell the Trumpets. An Imperial Retreat. Faber and Faber, London 1978, ISBN 0-571-08646-2.
- Amsterdam bis Tokio, Piper, München 1966.
- Spanien, Droemer/Knaur, München 1966.
- 3mal Venedig, Piper, München 1961.
- Venice, Faber & Faber Ltd., London 1960.
  - deutsch von Hermann Stiehl, R. Piper & Co., München 1960.
- Wessen ist der Orient?, Süddeutscher Verlag, München 1958.
- Coronation Everest, Faber, London 1958.
- Sultan in Oman, Süddeutscher Verlag, München 1957.
- Allegorizings, London : Faber And Faber, 2021, ISBN 978-0-571-23413-4